# Szabó László (menedzser)
Szabó László (Debrecen, 1965. –) magyar orvos, vállalatvezető, külgazdasági államtitkár, 2017-től 2020-ig Magyarország washingtoni nagykövete, 2020-tól a Mediaworks Hungary Zrt. vezérigazgatója és az igazgatóság elnöke.

## Pályafutása
1990-ben végzett a Debreceni Orvostudományi Egyetemen, majd három évig általános orvosként dolgozott. 1993-tól 2010-ig az Eli Lilly and Company nevű amerikai gyógyszeripari vállalatnál dolgozott különböző helyeken és beosztásban, Nagy-Britanniában, Új-Zélandon, Ausztriában, és az Egyesült Államokban - utoljára a magyarországi leányvállalat vezetője, majd a kínai üzletág humánigazgatója volt Sanghajban. 2010-ben a Teva Pharmaceutical Industries magyarországi leányvállalatának, a debreceni TEVA Gyógyszergyár Zrt.-nek lett a vezérigazgatója. 2014 júniusában - még Navracsics Tibor külügyminisztersége idején - nevezték ki külgazdasági államtitkárnak. Néhány hónappal később, október 5-től Szijjártó Péter külügyminiszter helyettese lett, valamint parlamenti államtitkári beosztást is kapott. 
2017. július 28-án nevezték ki Magyarország washingtoni nagykövetsége élére, szeptember 8-án adta át megbízólevelét Donald Trumpnak.
2020. április 8-án nyilvánosságra hozták, hogy távozik a nagykövetség éléről.
Egy hét múlva bejelentették, hogy a Mediaworks Hungary Zrt. vezérigazgatójának és az igazgatóság elnökének nevezték ki.
Nős, 2014-ben két gyermek apja.